# Luneh
Luneh är en klan i Liberia.   Den ligger i regionen Montserrado County, i den västra delen av landet, 21 km nordost om huvudstaden Monrovia.